# Constantinos Panagi
Constantinos Panagi (tiếng Hy Lạp: Κωνσταντίνος Παναγή, sinh ngày 8 tháng 10 năm 1994) là một cầu thủ bóng đá chuyên nghiệp người Síp hiện tại đang thi đấu ở vị trí thủ môn cho câu lạc bộ Omonia tại Giải bóng đá hạng nhất Síp.

## Sự nghiệp thi đấu

### Olympiakos Nicosia
Panagi là sản phẩm của lò đào tạo Olympiakos Nicosia và được đôn lên đội 1 bởi huấn luyện viên Pambos Christodoulou vào năm 2010. Trong mùa giải 2013-2014, anh là sự lựa chọn số 1 trong khung gỗ của đội bóng, ra sân 25 trận tại Giải bóng đá hạng nhì quốc gia Síp.

### Omonia
Vào ngày 20 tháng 5 năm 2014, anh chuyển tới câu lạc bộ cùng thành phố, Omonia. Anh ra mắt đội 1 vào ngày 18 tháng 4 trong trận hòa với Apollon, nơi anh đã gây được ấn tượng và kể từ đó, anh luôn được ra sân thường xuyên cho Omonia. Trận ra mắt châu Âu của anh diễn ra vào ngày 9 tháng 6 trong chiến thắng 2-0 trước Dinamo Batumi. Anh đã có 85 lần ra sân tại giải quốc gia cho Omonia kể từ khi gia nhập.

## Sự nghiệp quốc tế
Panagi đã thi đấu ở các cấp độ trẻ của Síp, như U-17, U-19 và U-21.
Anh ra mắt quốc tế cho Đội tuyển bóng đá quốc gia Síp vào ngày 24 tháng 3 năm 2016, trong trận thua 0-1 trước Ukraina.

## Đời tư
Vào ngày 12 tháng 7 năm 2020, anh kết hôn với một vũ công kiêm biên đạo múa, Andrea Nikolaou và có một cô con gái tên là Floriana (sinh ngày 7 tháng 9 năm 2020).

## Thống kê sự nghiệp

### Câu lạc bộ
Tính đến 28 tháng 5 năm 2023
| Câu lạc bộ          | Mùa giải            | Giải đấu                           | Giải đấu | Giải đấu | Cúp  | Cúp | Châu lục | Châu lục | Khác | Khác | Tổng cộng | Tổng cộng |
| Câu lạc bộ          | Mùa giải            | Hạng                               | Trận     | Bàn      | Trận | Bàn | Trận     | Bàn      | Trận | Bàn  | Trận      | Bàn       |
| ------------------- | ------------------- | ---------------------------------- | -------- | -------- | ---- | --- | -------- | -------- | ---- | ---- | --------- | --------- |
| Olympiakos Nicosia  | 2010–11             | Giải bóng đá hạng nhất Síp         | 2        | 0        | 0    | 0   | —        | —        | —    | —    | 2         | 0         |
| Olympiakos Nicosia  | 2011–12             | Giải bóng đá hạng nhất Síp         | 1        | 0        | 1    | 0   | —        | —        | —    | —    | 1         | 0         |
| Olympiakos Nicosia  | 2012–13             | Giải bóng đá hạng nhất Síp         | 1        | 0        | 0    | 0   | —        | —        | —    | —    | 1         | 0         |
| Olympiakos Nicosia  | 2013–14             | Giải bóng đá hạng nhì quốc gia Síp | 23       | 0        | 1    | 0   | —        | —        | —    | —    | 24        | 0         |
| Olympiakos Nicosia  | Tổng cộng           | Tổng cộng                          | 27       | 0        | 2    | 0   | —        | —        | —    | —    | 29        | 0         |
| Omonia              | 2014–15             | Giải bóng đá hạng nhất Síp         | 7        | 0        | 2    | 0   | 0        | 0        | —    | —    | 9         | 0         |
| Omonia              | 2015–16             | Giải bóng đá hạng nhất Síp         | 31       | 0        | 0    | 0   | 5        | 0        | —    | —    | 36        | 0         |
| Omonia              | 2016–17             | Giải bóng đá hạng nhất Síp         | 29       | 0        | 0    | 0   | 4        | 0        | —    | —    | 33        | 0         |
| Omonia              | 2017–18             | Giải bóng đá hạng nhất Síp         | 5        | 0        | 0    | 0   | —        | —        | —    | —    | 5         | 0         |
| Omonia              | 2018–19             | Giải bóng đá hạng nhất Síp         | 5        | 0        | 1    | 0   | —        | —        | —    | —    | 6         | 0         |
| Omonia              | 2019–20             | Giải bóng đá hạng nhất Síp         | 0        | 0        | 0    | 0   | —        | —        | —    | —    | 0         | 0         |
| Omonia              | 2020–21             | Giải bóng đá hạng nhất Síp         | 3        | 0        | 0    | 0   | 0        | 0        | —    | —    | 3         | 0         |
| Omonia              | 2021–22             | Giải bóng đá hạng nhất Síp         | 2        | 0        | 1    | 0   | 0        | 0        | —    | —    | 3         | 0         |
| Omonia              | 2022–23             | Giải bóng đá hạng nhất Síp         | 3        | 0        | 0    | 0   | 0        | 0        | —    | —    | 3         | 0         |
| Omonia              | Tổng cộng           | Tổng cộng                          | 85       | 0        | 4    | 0   | 9        | 0        | 0    | 0    | 98        | 0         |
| Tổng cộng sự nghiệp | Tổng cộng sự nghiệp | Tổng cộng sự nghiệp                | 112      | 0        | 6    | 0   | 9        | 0        | 0    | 0    | 127       | 0         |

### Quốc tế
Tính đến 28 tháng 3 năm 2023.
| Síp       | Síp  | Síp       |
| Năm       | Trận | Bàn thắng |
| --------- | ---- | --------- |
| 2016      | 5    | 0         |
| 2017      | 7    | 0         |
| 2018      | 5    | 0         |
| 2019      | 5    | 0         |
| 2021      | 1    | 0         |
| 2022      | 3    | 0         |
| 2023      | 1    | 0         |
| Tổng cộng | 27   | 0         |

## Danh hiệu
Omonia
- Giải bóng đá hạng nhất Síp: 2020–21
- Cúp bóng đá Síp: 2021–22, 2022–23
- Siêu cúp bóng đá Síp: 2021